# Оньянго, Денис
Денис Оньянго (англ. Denis Onyango; род. 15 мая 1985, Кампала) — угандийский футболист, вратарь клуб «Мамелоди Сандаунз» и сборной Уганды. Начав карьеру в своей родной стране, Оньянго продолжал играть в Премьер-лиге ЮАР за клубы «Суперспорт Юнайтед», «Мпумаланга Блэк Эйсиз» и «Мамелоди Сандаунз». В составе последних он выиграл Лигу чемпионов КАФ в 2016 году и принял участие в клубном чемпионате мира по футболу того же 2016 года. Он также занял десятое место среди лучших вратарей мира в списке за 2016 год, составленном Международной федерацией футбольной истории и статистики. Участник Кубка африканских наций 2017 и 2019 годов.

## Карьера

### Клубная
Футбольную карьеру Оньянго начал в клубе «Вилла», где стал привлекаться к основному составу. Позже через год его отдали в эфиопский «Сент-Джордж». В 2006 году перешёл в «Суперспорт Юнайтед», где смог стать основным вратарём на долгие годы, вплоть до 2010 года.
8 июля 2010 года его отпустили из клуба. 26 июля Оньянго подписал контракт с клубом «Мпумаланга Блэк Эйсиз». Через год перешёл в «Мамелоди Сандаунз». 2 августа 2013 года он был отдан в аренду клубу «Витс Юниверсити». В июле 2014 года «Мамелоди Сандаунз» воспользовалась своим правом продления контракта Оньянго на год. Оньянго выиграл награду «Вратарь сезона PSL» (лучший игрок в высшем дивизионе Южной Африки) в сезоне 2015/16 и сыграл 14 сухих матчей, а «Мамелоди Сандаунз» набрал рекордное 71 очко. Ассоциация спортивной прессы Уганды признала Оньянго лучшим спортивным деятелем в октябре 2016 года в Уганде. 5 января 2017 года он был признан игроком 2016 года из Африки на церемонии вручения наград КАФ, проходившей в Нигерии. В 2018 году вошёл в десятку лучших футболистов Африки. В итоговом подсчете он набрал 45 голосов и занял 10 место.

### Международная
В сборной Уганды Оньянго дебютировал 18 июня 2005 года в отборочном матче чемпионата мира против Кабо-Верде. В последние время является безоговорочным первым номером Сборной Уганды. Оньянго помог «журавлям» пройти квалификацию на Кубок африканских наций 2017 года, пропустив всего два гола в шести матчах отборочной группы. В 2017 году он был вызван на Кубок африканских наций 2017 года. Он стал капитаном национальной сборной в апреле 2017 года. За сборную Уганды провёл свыше семидесяти матчей.

## Стиль игры
Оньянго известен своим умением отражать пенальти и игрой на выходах один на один. Он универсален, очень последователен и спокоен, как описывает Марк Андерсон, бывший тренер вратарей «Мамелоди Сандаунз».

## Достижения
«Суперспорт Юнайтед»
- Чемпион ЮАР (3): 2007/08, 2008/09, 2009/10

 «Витс Юниверсити»
- Бронзовый призёр Чемпионата ЮАР: 2013/14

 «Мамелоди Сандаунз»
- Чемпион ЮАР (3): 2015/16, 2017/18, 2018/19
- Серебряный призёр Чемпионата ЮАР (2): 2014/15, 2016/17
- Обладатель Кубка ЮАР: 2014/15
- Обладатель Кубка Лиги ЮАР: 2015
- Победитель Лиги чемпионов КАФ: 2016
- Обладатель Суперкубка Африки: 2017